# Só Gosto de Ti
Só Gosto de Ti foi uma série portuguesa produzida pela Endemol Portugal, gravada entre Outubro e Dezembro de 2003 e que passou na SIC em 2004.

## História
Helena é a mãe, Pedro o pai e Maria, Benedita, Afonso e Inês os filhos. Tudo parecia bem no seio desta família, até que a mãe decide sair de casa por se sentir perdida entre o tomar conta de casa, dos filhos, o curso de arquitectura que nunca usou e a ausência do marido que está sempre a trabalhar.
Quando os filhos não chegam para manter um casamento, há uma ruptura. Foi o que Helena fez quando saiu de casa deixando os filhos com Pedro, um pai ausente e sempre muito ocupado.
A vida de Pedro muda do dia para a noite e este vê-se a braços com a responsabilidade de tomar conta dos filhos e da casa, tarefa para o qual a principio não está preparado e para a qual a sua contribuição até então era muito pequena.
À mistura, as peripécias com a avó Alda quando se muda para junto da família, a dificuldade de Maria em aceitar o divorcio dos pais, a mania das magrezas de Benedita, a perspicácia de Afonso e a sua paixão por chocolates, a sensatez de Inês a filha mais nova, os primeiros amores dos filhos e as novas relações com os pais.
Aventuras e desventuras de jovens, de adultos e a forma como uns vivem os problemas dos outros, numa comédia romântica.

## Elenco
- Ana Padrão- Helena
- José Wallenstein- Pedro
- Catarina Wallenstein- Maria
- Filipa Serra Coelho- Benedita
- Vasco Ferreira - Afonso
- Mafalda Lourenço - Inês
- Rosa Lobato Faria - Alda
- João Cabral- João
- Manuel Sá Pessoa- Alex
- Maria João Bastos- Rita
- Tiago Costa - Rui
- Luana Mota - Vera
- Madalena Brandão - Ana
- André Patrício - Ricardo
- Ramón Martinez - Jorge
- Cláudia Semedo - Cecília
- Rosa do Canto - Dª Emília
- Vítor Espadinha - Mestre
- Márcio Ferreira - Fernando
- Mafalda Vilhena -Paula

Elenco adicional
- João Saboga
- João Silvestre
- Luís Gaspar
- Miguel Borges
- Pedro Carraca
- Sofia Aparício